# Johann Ambrosius Bach
Johann Ambrosius Bach (n. 24 februarie 1645, Erfurt, Germania – d. 24 februarie 1695, Eisenach, Saxa-Eisenach) a fost un compozitor german, tatăl compozitorului Johann Sebastian Bach.

## Viața
Fiul lui Christoph Bach (1613-1661), Ambrosius s-a născut la Erfurt , Germania, ca fratele geamăn al lui Johann Christoph Bach (1645-1693). Ambrosius a fost angajat ca violonist la Erfurt.
În 1671, și-a mutat familia la Eisenach , în actuala Turingia , unde a fost angajat ca trompetist de curte și director al muzicienilor din oraș. S-a căsătorit cu prima sa soție Maria Elisabeth Lämmerhirt la 1 aprilie 1668 și a avut opt copii de ea, dintre care patru au devenit muzicieni, printre care Johann Sebastian Bach, celebrul compozitor și muzician baroc german. A fost înmormântată la 3 mai 1694. La 27 noiembrie 1694 s-a căsătorit cu Barbara Margaretha, născută Keul (ea fusese deja văduvă de două ori). A murit la Eisenach la mai puțin de trei luni mai târziu. După moartea lui Johann Ambrosius Bach, cei doi copii ai săi, Johann Jacob Bach și Johann Sebastian Bach, s-au mutat împreună cu fiul său cel mai mare, Johann Christoph Bach.